# Grasa para corcho

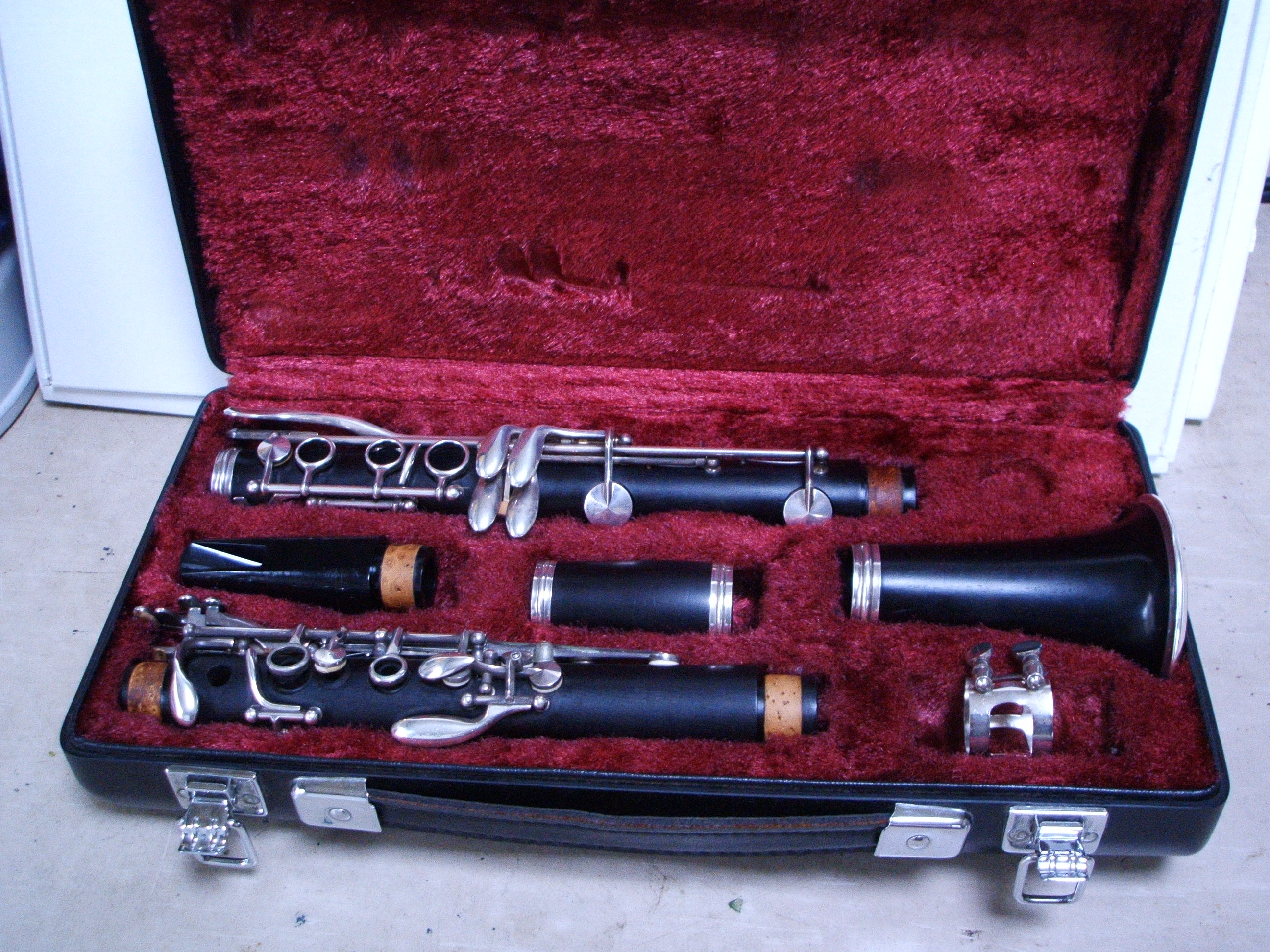
Clarinete desarmado en su caja. Se observan los encastres revestidos en corcho que se deben mantener engrasados con grasa para corcho para asegurar un buen ajuste entre las partes, y afinación del instrumento.

La grasa para corcho es un lubricante que debe ser usado en todos los instrumentos de viento de madera y de lengüeta, como saxofones, clarinetes, fagotes y oboes, a los efectos de garantizar su correcto funcionamiento y vida útil. Estos instrumentos musicales están diseñados para ser desmontados en partes para un fácil almacenamiento y transporte, y las conexiones entre las partes cuentan con sellos de corcho. 
La grasa para corcho se utiliza en los sellos de corcho para facilitar y lubricar el ensamblaje del instrumento, evitando dañar el corcho y el cilindro del instrumento. La grasa para corcho también actúa como conservante, manteniendo el corcho húmedo y grueso (o sea evitando se reseque y encoja), asegurando a su vez un buen sellado entre las partes del instrumento para que no escape aire a través de las juntas al tocar el instrumento. La grasa para corcho puede ayudar a los músicos de viento-madera a ajustar las afinaciones de sus instrumentos (por ejemplo, barriles, cuellos, bocales, grapas) con respecto a su tono.
Los clarinetes nuevos deben ser engrasados 2 a 3 veces por semana, mientras que los ya maduros basta con aplicar grasa una vez por semana. La grasa para corcho se elabora con ingredientes como extracto de olmo, aceite de girasol orgánico, aceite de coco y aceite de semilla de cáñamo. En el pasado se elaboraba con grasa animal. Las grasas utilizadas no son tóxicas para los humanos. 
Es importante que la grasa para corcho no ataque y ni afloje el adhesivo que fija el recubrimiento de corcho en las uniones al cuerpo del instrumento. Además la grasa de corcho no debe atacar las partes del instrumento fabricadas de goma dura o madera.